# 라도스와프 마예프스키
라도스와프 마예프스키(폴란드어: Radosław Majewski, 1986년 12월 15일, 폴란드 프루스코프 ~ )는 폴란드의 축구 선수로, 현재 A리그에 소속된 웨스턴 시드니 원더러스에서 뛰고 있다. 포지션은 미드필더이며, 주특기는 킬패스이다. 
2009-10 시즌에 폴로니아 바르샤바에서 노팅엄 포리스트 FC에 임대되었고, 팀을 준족의 활약으로 팀을 풋볼 리그 챔피언십 상위권으로 이끌며 완적 이적에 성공하였다.
2010년 초, 영국의 언론사 '데일리 메일'로부터 잉글랜드 무대 최고 이적생 중 23위에 선정되었다.

틀:웨스턴 시드니 원더러스 FC 선수 명단